# Sihui
Sihui, även romaniserat Szewui, är en stad på häradsnivå i staden Zhaoqing på prefekturnivå i provinsen Guangdong i sydöstra Kina. Den ligger omkring 70 kilometer nordväst om provinshuvudstaden Guangzhou. 
Sihui är indelat i tre stadsdelsdistrikt, tio köpingar och en administrativ enhet på sockennivå.
Stadsdelsdistrikt (jiedao):

- Chengzhong (城中街道)
- Dongcheng (东城街道)
- Zhenshan (贞山街道)

Köpingar (zhen):

- Dasha (大沙镇)
- Didou (地豆镇)
- Huangtian (黄田镇)
- Jianggu (江谷镇)
- Jingkou (迳口镇)
- Longfu (龙甫镇)
- Luoyuan (罗源镇)
- Shigou (石狗镇)
- Weizheng (威整镇)
- Xiamao (下茆镇)

Administrativ enhet på sockennivå:
- Zhaoqing Gaoxin Jishu Chanye Kaifaqu industriell utvecklingszon (肇庆高新技术产业开发区)